# Eugenia Ravasco
Eugenia Maria Ravasco, C.C.I.M. (4. ledna 1845, Milán – 30. prosince 1900, Janov) byla italská římskokatolická řeholnice, zakladatelka a členka kongregace Dcer Nejsvětějších Srdcí Ježíše a Marie. Katolická církev ji uctívá jako blahoslavenou.

## Život
Narodila se dne 4. ledna 1845 v Miláně jako třetí ze šesti dětí bankéře Francesca Mattea Ravasca a Caroliny Mozzoni Frosconi.
Její matka zemřela v roce 1848, načež se otec se dvěma jejími bratry přestěhoval do Janova. Kvůli tomu byla vychována v Miláně v péči své zbožné tety Marietty Anselmi. Po nějaké době se přestěhovala za otcem do Milána, avšak ten krátce poté v březnu roku 1855 zemřel. Po smrti s otce se se sourozenci přestěhovala k rodině svého strýce z otcovy strany.
Dne 21. června 1855 přijala své první svaté přijímání a svátost biřmování. Po otcově smrti v prosinci 1862 se ujala vedení domácnosti.
Dne 31. května 1863 pocítila silné volání po zasvěceném životě. V té době se zúčastnila duchovního cvičení kněze Giacinta Bianchiho. Odmítla možnosti sňatku a začala také vyučovat katechismus a pomáhat chudým dívkám s pomocí svého duchovního vůdce, kněze Giuseppeho Comy. Později také pracovala pod vedením jezuity Luigiho Persoglia. 
V roce 1867 se v Portorii (část Janova) připojila k ženskému společenství Dame di Santa Caterina, ve kterém navštěvovala pacienty nemocnice Pammatone. V roce 1868 zemřela její sestra Elisa. Přibližně v této době, 6. prosince 1868, založila s pomocí kněze Salvatora Magnasca novou ženskou řeholní kongregaci Dcer Nejsvětějších Srdcí Ježíše a Marie. V roce 1870 zřídila ženský internát a v roce 1878 založila přírodovědnou školu. V roce 1892 otevřela domov pro pracující ženy.
Zbytek života strávila jako první generální představená jí založené kongregace. Cestovala do Francie a Švýcarska, aby zde svoji kongregaci rozšiřovala. Její kongregace získala diecézní schválení roku 1882 poté, co byl její společník Salvatore Magnasco jmenován arcibiskupem janovským. Dne 4. října 1884 složila ona a 18 dalších sester doživotní řeholní sliby v jí založené kongregaci.
Zemřela dne 30. prosince 1900 v Janově.

## Úcta
Její beatifikační proces započal dne 26. ledna 1981, čímž obdržela titul služebnice Boží. Dne 1. července 2000 ji papež sv. Jan Pavel II. podepsáním dekretu o jejích hrdinských ctnostech prohlásil za ctihodnou. Dne 5. července 2002 byl uznán zázrak na její přímluvu, potřebný pro její blahořečení.
Blahořečena pak byla dne 27. dubna 2003 na Svatopetrském náměstí papežem sv. Janem Pavlem II.
Její památka je připomínána 30. prosince. Bývá zobrazována v řeholním oděvu. Je patronkou jí založené kongregace.